# Ligue maritime de hockey junior A
La Ligue maritime de hockey junior A (LMHJA) est une ligue de hockey sur glace junior du Canada. La ligue est une sous-section de la Ligue canadienne de hockey junior. Les équipes participantes proviennent de la Nouvelle-Écosse, du Nouveau-Brunswick et de l'Île-du-Prince-Édouard. Le vainqueur de la compétition remporte la Coupe Kent. Il participe ensuite à la Coupe Fred Page contre le vainqueur de la Coupe Bogart, champions de la Ligue centrale de hockey junior A, et de la Coupe NAPA champions de la Ligue de hockey junior AAA du Québec. La LMHJA a été créé en 1967. Elle comprend onze équipes et est structurée en deux divisions, la Division Maurice Bent et la Division Roger Meek.

## Les équipes
| Équipe                     | Localisation |
| Ramblers d'Amherst         | Amherst      |
| Lumberjacks de Bridgewater | Bridgewater  |
| Metro Marauders            | Dartmouth    |
| Bearcats de Truro          | Truro        |
| Crushers de Weeks          | New Glasgow  |
| Mariners de Yarmouth       | Yarmouth     |

| Équipe                         | Localisation |
| Commandos de Dieppe            | Dieppe       |
| Timberwolves de Miramichi      | Miramichi    |
| Tigres de Campbellton          | Campbellton  |
| Western Capitals de Summerside | Summerside   |
| Slammers de Woodstock          | Woodstock    |

### Ancienne équipe
- Abbies de Charlottetown

## Champions de la Coupe Kent
- 1968 Windsor Royals
- 1969 East Hants Penguins
- 1970 Truro Bearcats
- 1971 Truro Bearcats
- 1972 Truro Bearcats
- 1973 New Glasgow Bombers
- 1974 Truro Bearcats
- 1975 Dartmouth Arrows
- 1976 Truro Bearcats
- 1977 Dartmouth Arrows
- 1978 Cole Harbour Colts
- 1979 Halifax Lions
- 1980 Cole Harbour Colts
- 1981 Cole Harbour Colts
- 1982 Halifax Lions
- 1983 Halifax Lions
- 1984 Halifax Lions
- 1985 Cole Harbour Colts
- 1986 Cole Harbour Colts
- 1987 Dartmouth Fuel Kids
- 1988 Halifax Lions
- 1989 Moncton Hawks
- 1990 Amherst Ramblers
- 1991 Halifax Jr. Canadians
- 1992 Halifax Mooseheads
- 1993 Antigonish Bulldogs
- 1994 Antigonish Bulldogs
- 1995 Moncton Gagnon Beavers
- 1996 Dartmouth Oland Exports
- 1997 Western Capitals de Summerside
- 1998 River Rats de Restigouche
- 1999 Abbies de Charlottetown
- 2000 Oland Exports de Halifax
- 2001 Bulldogs d'Antigonish
- 2002 Oland Exports de Halifax
- 2003 Abbies de Charlottetown
- 2004 Tigers de Campbellton
- 2005 Bearcats de Truro
- 2006 Slammers de Woodstock
- 2007 Bearcats de Truro
- 2008 Mariners de Yarmouth
- 2009 Western Capitals de Sumerside
- 2010 Slammers de Woodstock
- 2011 Western Capitals de Sumerside
- 2012 Slammers de Woodstock
- 2013 Capitales Summerside Western
- 2014 Bearcats de Truro
- 2015 commandos de Dieppe
- 2016 Crushers de Pictou county Weeks
- 2017 Bearcats de Truro
- 2018 Blizzard de Edmundston
- 2019 Mariners de Yarmouth

## Vainqueurs de la Coupe Fred Page
- 1981 : Colts de Cole Harbour
- 1983 : Lions de Halifax
- 1984 : Lions de Halifax
- 1985 : Colts de Cole Harbour
- 1986 : Colts de Cole Harbour
- 1987 : Fuel Kids de Dartmouth
- 1988 : Lions de Halifax
- 1989 : Hawks de Moncton
- 1990 : Ramblers d'Amherst
- 1991 : Canadians de Halifax
- 1992 : Mooseheads d'Halifax
- 1993 : Bulldogs d'Antigonish
- 1994 : Bulldogs d'Antigonish
- 1996 : Beavers de Moncton
- 1999 : Abbies de Charlottetown
- 2002 : Exports de Halifax
- 2008 : Crushers de Weeks
- 2009 : Western Capitals de Summerside
- 2012 : Slammers Woodstock
- 2013 : Bearcats de Truro